# Fonds de garantie de l'entrepreneuriat au Congo
 (février 2025).
 (février 2025).
Si vous disposez d'ouvrages ou d'articles de référence ou si vous connaissez des sites web de qualité traitant du thème abordé ici, merci de compléter l'article en donnant les références utiles à sa vérifiabilité et en les liant à la section « Notes et références ».
En pratique : Quelles sources sont attendues ? Comment ajouter mes sources ?
Pour les articles homonymes, voir Fonds de garantie.
Le Fonds de garantie de l'entrepreneuriat au Congo (FOGEC) est un établissement public de la république démocratique du Congo (RDC), créé par le décret n°20/032 du 31 octobre 2020. Il a pour mission principale de faciliter l'accès au financement pour les startups, les micro, petites et moyennes entreprises (MPME), ainsi que les artisans congolais.

## Historique
Face aux difficultés rencontrées par les entrepreneurs congolais pour accéder aux financements, le gouvernement de la RDC, sous l'impulsion du président Félix-Antoine Tshisekedi Tshilombo, a initié la création du FOGEC. Cet établissement vise à pallier le faible taux de création d'entreprises dans le pays et à soutenir la croissance économique en renforçant le tissu entrepreneurial local,,.

## Missions et objectifs
Les missions du FOGEC incluent,,, :
- Mobilisation de ressources financières : Collecter des fonds aux niveaux national et international pour garantir l'accès des entrepreneurs congolais aux financements proposés par les banques commerciales et les institutions de microfinance.
- Développement de mécanismes de financement innovants : Mettre en place des solutions telles que le financement participatif, les fonds d'amorçage et les subventions pour soutenir les MPME et les artisans.
- Promotion de la mésofinance : Établir des lignes de crédit concessionnelles et des garanties pour faciliter l'accès au financement des petites et moyennes entreprises.

## Réalisations
Depuis sa création, le FOGEC a entrepris plusieurs actions pour soutenir l'entrepreneuriat en RDC. En août 2023, une enveloppe de 1,8 million de dollars a été octroyée à 90 entrepreneurs provenant de quinze provinces, avec des montants variant de 1 500 à 50 000 USD par projet. Ces fonds, remboursables sur trois ans avec un taux d'intérêt de 5% par an, visent à stimuler l'économie locale et à encourager la création d'emplois,,,.

## Gouvernance
Le FOGEC est dirigé par un conseil d'administration nommé en mai 2021, comprenant notamment, :
- Président du Conseil d'Administration : Mukanya Katanga Évariste
- Directeur Général : Muzemba Kompa Laurent
- Directrice Générale Adjointe : Garuka Gukara Hélène

Cette équipe est chargée de la mise en œuvre des politiques et des stratégies du FOGEC pour atteindre ses objectifs.

## Défis et perspectives
En septembre 2023, l'Inspection Générale des Finances (IGF) a ordonné le blocage des comptes bancaires du FOGEC en raison de pratiques de gestion jugées inappropriées. Cette situation souligne l'importance d'une gouvernance transparente et efficace pour assurer la pérennité des initiatives de soutien à l'entrepreneuriat en RDC,.
Malgré ces défis, le FOGEC continue de jouer un rôle crucial dans le développement économique du pays en facilitant l'accès au financement pour les entrepreneurs congolais et en contribuant à la création d'une classe moyenne dynamique.